# Eugène Boudin
Pour les articles homonymes, voir Boudin.
Louis-Eugène Boudin, né à Honfleur (Calvados) le 12 juillet 1824 et mort à Deauville (Calvados) le 8 août 1898, est un peintre français.
Il est l'un des premiers peintres français du XIXe siècle à peindre les paysages à l'extérieur d'un atelier. Grand peintre de marines, il est considéré comme l'un des précurseurs de l'impressionnisme.

## Biographie

### Jeunesse et carrière de papetier
Eugène Boudin est né à Honfleur, en Normandie, fils de Léonard-Sébastien Boudin (1790-1863) et de son épouse Marie-Félicité Buffet (1793-1871) qui lui donnent en 1821 une sœur, prénommée Rose Désirée et en 1827 un frère prénommé Louis. Son père est marin sur les bateaux assurant la liaison Le Havre-Hambourg et sa mère est femme de chambre sur ces bateaux.
En 1835, sa famille emménage au Havre. À dix ans, il travaille comme mousse sur un bateau à vapeur assurant la liaison entre Le Havre et Honfleur. Par la suite, son père l'établit comme commis chez l'imprimeur Joseph Morlent, puis chez le papetier Alphonse Lemasle. Il commence à travailler l'année suivante comme assistant dans une boutique de papetier-encadreur.

### Formation artistique
En 1844, Eugène Boudin fonde avec un associé sa propre boutique de papetier-encadreur où il expose les œuvres des artistes de passage. Dans le cadre de son travail, il entre ainsi en contact avec des peintres des environs associés à l'École de Barbizon, notamment Constant Troyon, Eugène Isabey, ou des artistes comme Charles Baudelaire. Boudin se met alors à dessiner, puis en 1844 — encouragé par Jean-François Millet et Thomas Couture — il abandonne le monde du commerce et se lance dans une carrière artistique. Il suit des cours à l'école municipale de dessin du Havre et ne se consacre alors plus qu'à la peinture.

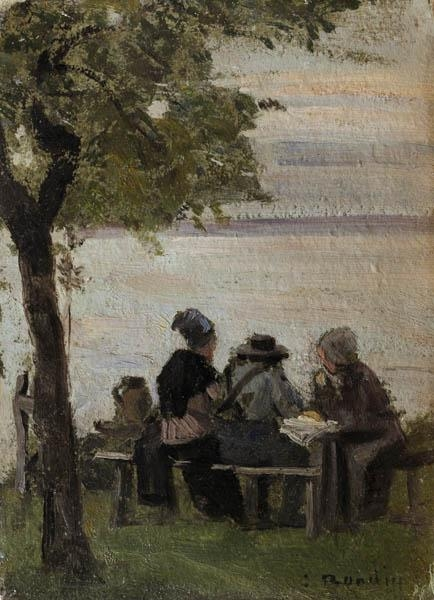
La Ferme Saint-Siméon, 1854-1857, collection privée, vente 2006.

En 1851, grâce au soutien du journaliste Alphonse Karr ainsi que de Constantin Troyon, de Thomas Couture et du conservateur du musée du Havre Adolphe-Hippolyte Couveley, il reçoit du conseil municipal du Havre une bourse d'études de 1 200 francs par an, afin d'aller étudier la peinture à Paris pendant trois ans. La Société des amis des arts du Havre dit alors de lui : « Il prit le crayon, il prit le pinceau et sans autres leçons qu'un sens merveilleux, une volonté opiniâtre, il est devenu peintre, mais peintre créateur, peintre avec son individualité, son originalité personnelle ». C'est ainsi que, le 30 juin 1851, il rejoint la capitale et étudie la peinture au sein de l'atelier d'Eugène Isabey ainsi qu'au musée du Louvre où il s'inscrit comme élève copiste. Eugène Boudin y réalise des copies de peintures de maîtres — notamment hollandais et flamands — pour quelques amateurs, ce qui lui permet d'approfondir son apprentissage. Il produit également de nombreuses natures mortes entre 1853 et 1865, genre fort apprécié des bourgeois de l'époque.
Dès 1855, il adopte un rythme de vie particulier, passant ses hivers à Paris et ses étés en Normandie, tout en séjournant régulièrement en Bretagne à Douarnenez, Tréboul et ses environs.
Il s'installe souvent chez la mère Toutain dans la ferme Saint-Siméon à Honfleur, et y loue une chambre, à partir de 1854, pour se reposer dans ce lieu calme et bucolique. Il y entraîne ses amis, dont le peintre Millet. En 1862, Claude Monet, alors âgé de 22 ans, et le peintre Jongkind, accompagnent eux aussi Eugène Boudin dans ses promenades sur la côte normande et découvrent avec lui la peinture en extérieur.
Il effectuera plus de 23 déplacements en Bretagne jusqu'en 1897. Il se rend régulièrement à Quimper. À Portrieux, il peint les bateaux terre-neuvas et, un an avant sa mort, il fait un long voyage entre Le Croisic et la pointe du Raz en passant par Pont-Aven.

### Début de carrière

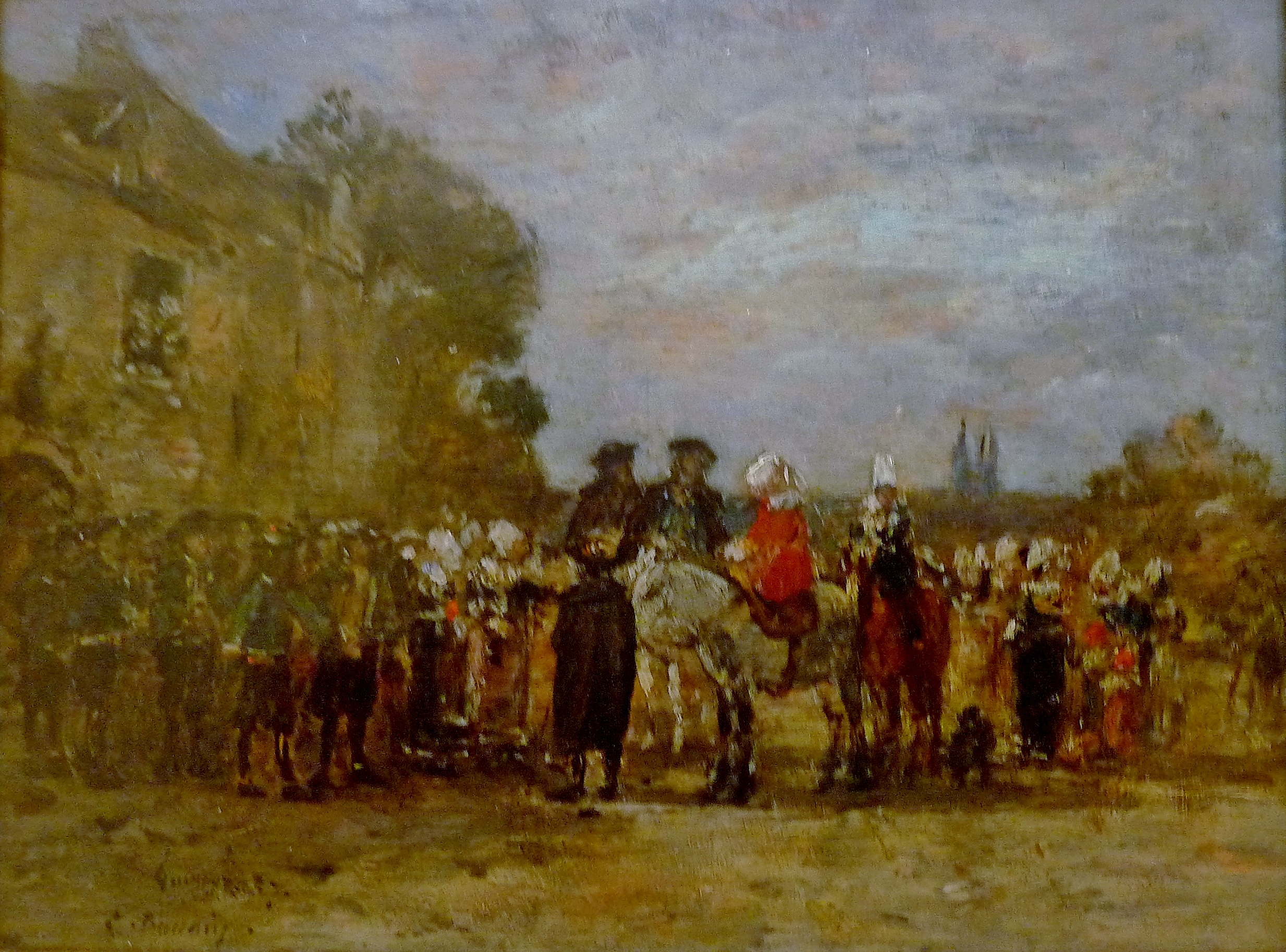
Noce à Quimper (1857), huile sur bois, musée des Beaux-Arts de Quimper.

Boudin fait sa première exposition en 1857 à Paris, et la même année il parvient à vendre une vingtaine de ses toiles à l'occasion d'une vente aux enchères au Havre.
Au cours de l'année 1859, le peintre expose sa première toile au Salon à Paris : Un pardon à Saint-Anne-la-Palud. Il se fait remarquer pour ses atmosphères et ses pastels originaux, et reçoit conseils et hommages du poète Charles Baudelaire rencontré la même année alors qu'il est en villégiature chez sa mère. Il se lie également d'amitié avec Gustave Courbet qui, ayant remarqué une peinture de Boudin chez un commerçant parisien, chercha à rencontrer son auteur. Il rencontre aussi le peintre hollandais Johan Barthold Jongkind et surtout Claude Monet qu'Eugène Boudin initiera à la peinture sur le motif, notamment lors des séjours à la ferme Saint-Siméon à Honfleur où se retrouvent régulièrement de nombreux peintres parisiens et normands. Monet dira de lui « Si je suis devenu peintre, c'est à Boudin que je le dois » car son maître et ami lui apprend « à voir et à comprendre ».
En 1862, alors qu'il est fatigué de réaliser des œuvres de commandes pour vivre difficilement de son art, il assiste à la naissance de la mode des bains de mer et à la création de Deauville, nouvellement desservie par le chemin de fer. Il a alors l'idée en voyant les estivants de la bourgeoisie et de la noblesse parisienne flâner sur les plages des stations balnéaires normandes de représenter ces mondanités et ces élégantes. Ces scènes de plage ne rencontrent pas le succès du public qui juge ses peintures voyeuristes et bâclées mais attirent l'attention des critiques et des artistes d’avant-garde. « On aime beaucoup mes petites dames sur la plage », écrit-il par exemple en février 1863 à son ami Ferdinand Martin, « d'aucuns prétendent qu'il y a là un filon d'or à exploiter ». Mais dans ces peintures mondaines, la véritable quête du peintre reste la recherche de la lumière. Boudin aspire avant tout à « chercher son rayonnement, la fulguration, la condenser, la poursuivre dans sa chaleur ». En témoigne la composition des tableaux où le ciel occupe toujours une très large bande supérieure.

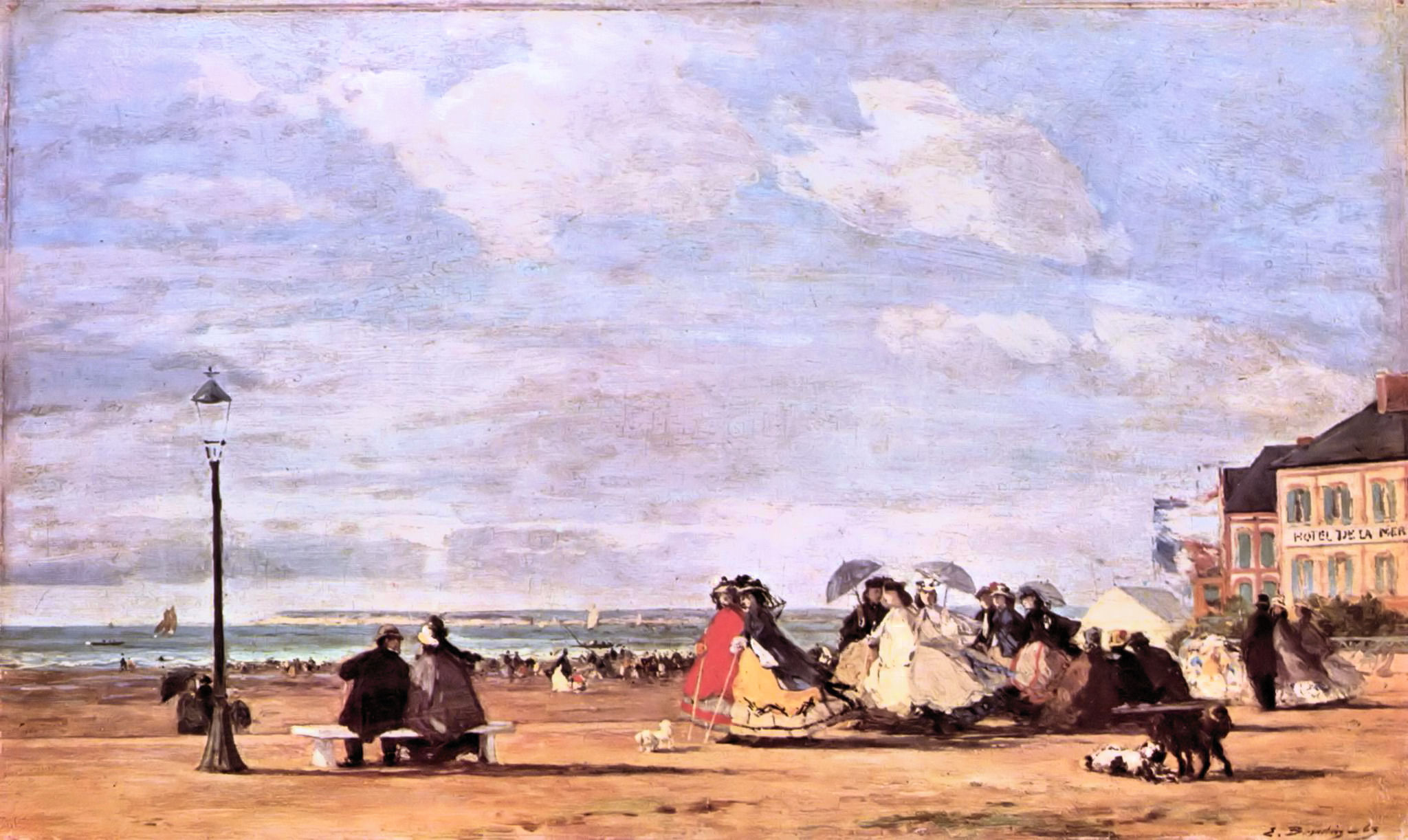
La Plage à Trouville. L'impératrice Eugénie et sa suite (1863), Glasgow, collection Burrell.

Le 14 janvier 1863, Eugène Boudin se marie avec Marie-Anne Guédès, née le 17 avril 1835 à Ruzaden, village de la commune d'Hanvec. En février de la même année, il s'installe à nouveau à Paris. Les conditions de vie du couple sont difficiles : le montant des loyers et leurs faibles revenus les obligent à déménager fréquemment. Ils occupent des logements souvent situés sous les toits, qui font également office d'ateliers. Le peintre souffre de la mauvaise lumière, du froid de l'exiguïté des lieux. En septembre, Boudin revient en Normandie à Trouville, à proximité de Courbet qui est à Deauville et de Monet et Jongkind qui résident à Honfleur. Il fait alors de fréquents séjours en Bretagne, résidant un temps dans le manoir en grande partie déjà ruiné de Kerhoan, dans la commune du Faou. Il profite de ses séjours bretons pour peindre des tableaux de la région comme Le Port de Camaret, L'Hôpital-Camfrout, Vue de Douarnenez, l'île Tristan, le matin.
De 1863 à 1897, il expose régulièrement au Salon.

### Scènes de plage avant la guerre de 1870

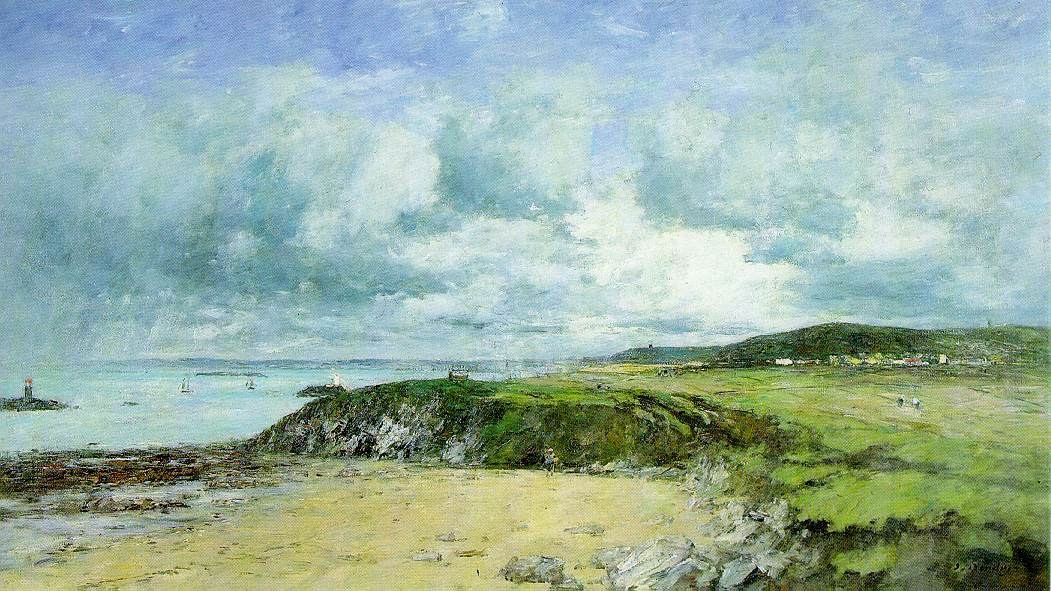
Rivage de Portrieux, Côtes-du-Nord (1874), collection particulière.

Il s'installe chaque été à partir de 1864 sur la côte, à Trouville et sa ville sœur Deauville, qui siègent de part et d'autre de la rivière Touques. En 1884, il fera même construire une maison à Deauville.
Il rédige en 1867 à l'attention de son frère Louis, écrivain à ses heures perdues, Notes d'un voyage en Bretagne (1867), texte publié en 1924 par le Mercure de France où il décrit la vie quotidienne dans la région d'Hanvec, Le Faou, Rumengol à cette époque. Il s'inspire pour ces scènes rurales du travail de Jean-François Millet : « Étudier cette belle figure d'homme appuyé sur son bâton, se souvenir de Millet, le berger, mais étudier le beau fond limpide et plein d'air et donner à cela un aspect saisissant ». Observer les paysans bretons habitués « au rude labeur des champs, au pain sec et à l'eau » lui inspire un enthousiasme qui génère parallèlement chez lui « une certaine honte à peindre la paresse désœuvrée », ces « parasites dorés » des plages de Trouville-Deauville.
Le 25 mars 1868, Boudin organise une vente publique de ses œuvres, ce qui lui rapporte quelques revenus et donne lieu à des critiques élogieuses venues du milieu des peintres mais aussi d'Émile Zola, qui voit en lui « un peintre qui a le sens des horizons humides, de l'eau et des taches vibrantes que fait une toilette de femme sur un ciel gris ». Il présente au Salon de Paris de 1869 deux tableaux représentant des scènes de plage et, cette même année, 40 % de ses tableaux, vendus à des marchands et inscrits dans les livres de comptes, ont pour sujet les plages de Trouville et de Deauville. Ses comptes montrent une nette hausse de ses revenus annuels : 4 420 FF contre une moyenne de 2 500 à 3 500 depuis 1866.
Sa production de l'année 1869 est consacrée en grande partie à la réalisation d'une commande du couple Rosenlecher, propriétaires du château de Bourdainville, dont Boudin doit réaliser l'intégralité du décor de la salle à manger.
Dans son tableau Scène de plage, Trouville, conservé à la National Gallery à Londres, les personnages assis à gauche sont à rapprocher de ceux de La Plage de Trouville de Monet, également dans la collection. Monet travaillait alors aux côtés de Boudin à l'été 1870, et leurs femmes étaient assises côte à côte. Les deux tableaux appartenaient à Monet.
Fuyant la guerre franco-prussienne, Boudin séjourne à Bruxelles fin 1870 sur l'invitation de Gauchez, marchand Bruxellois. Il poursuit ensuite son travail de peintre de marine et séjourne plusieurs fois à Fervaques, dans l'arrière-pays bas-normand, chez son ami le docteur Jaquette.

### Tournant impressionniste

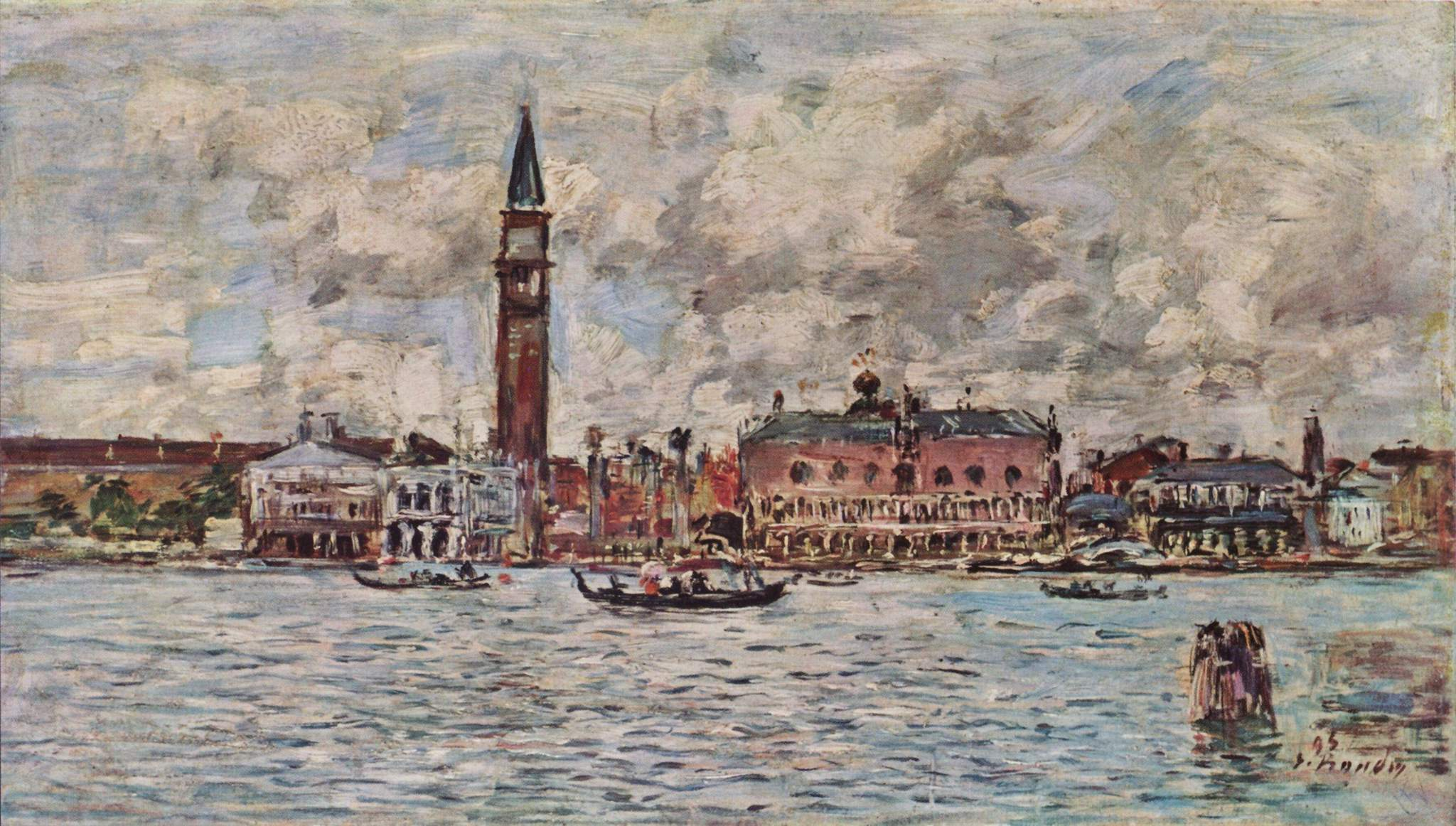
Place Saint-Marc à Venise (1895), localisation inconnue.

En 1874, Eugène Boudin participe à la Première exposition des peintres impressionnistes, qui se tient à Paris dans les studios du photographe Félix Nadar. Par la suite, les expositions impressionnistes se tiendront dans les locaux du marchand d'art Paul Durand-Ruel.
À partir de cette date, il passe pour un des précurseurs de ce mouvement, bien qu'il ne se considère jamais lui-même comme un grand novateur. Sa réputation grandissante lui permet d'effectuer de nombreux voyages dans les années 1870. Il visite notamment les Flandres, les Pays-Bas, le sud de la France ainsi que l'Italie, où il découvre différents courants artistiques du XIXe siècle.
Il séjourne pour la première fois à Bordeaux en 1873, invité par le collectionneur d'art Arthur Bourges. Entre 1874 et 1876, il y réalise des peintures du port et des quais de la ville, peignant un total de quarante-sept œuvres.
Il continue d'exposer à Paris et reçoit la médaille de la troisième place du Salon de 1881 avec son œuvre La Meuse, à Rotterdam. Il entre alors en relation d'affaires avec l'important marchand d'art parisien Durand-Ruel, qui lui fournit un revenu régulier pour les droits sur l'ensemble de sa production. Lorsque Durand-Ruel monte une exposition personnelle des œuvres de Boudin en 1883, il connait un triomphe financier et critique.

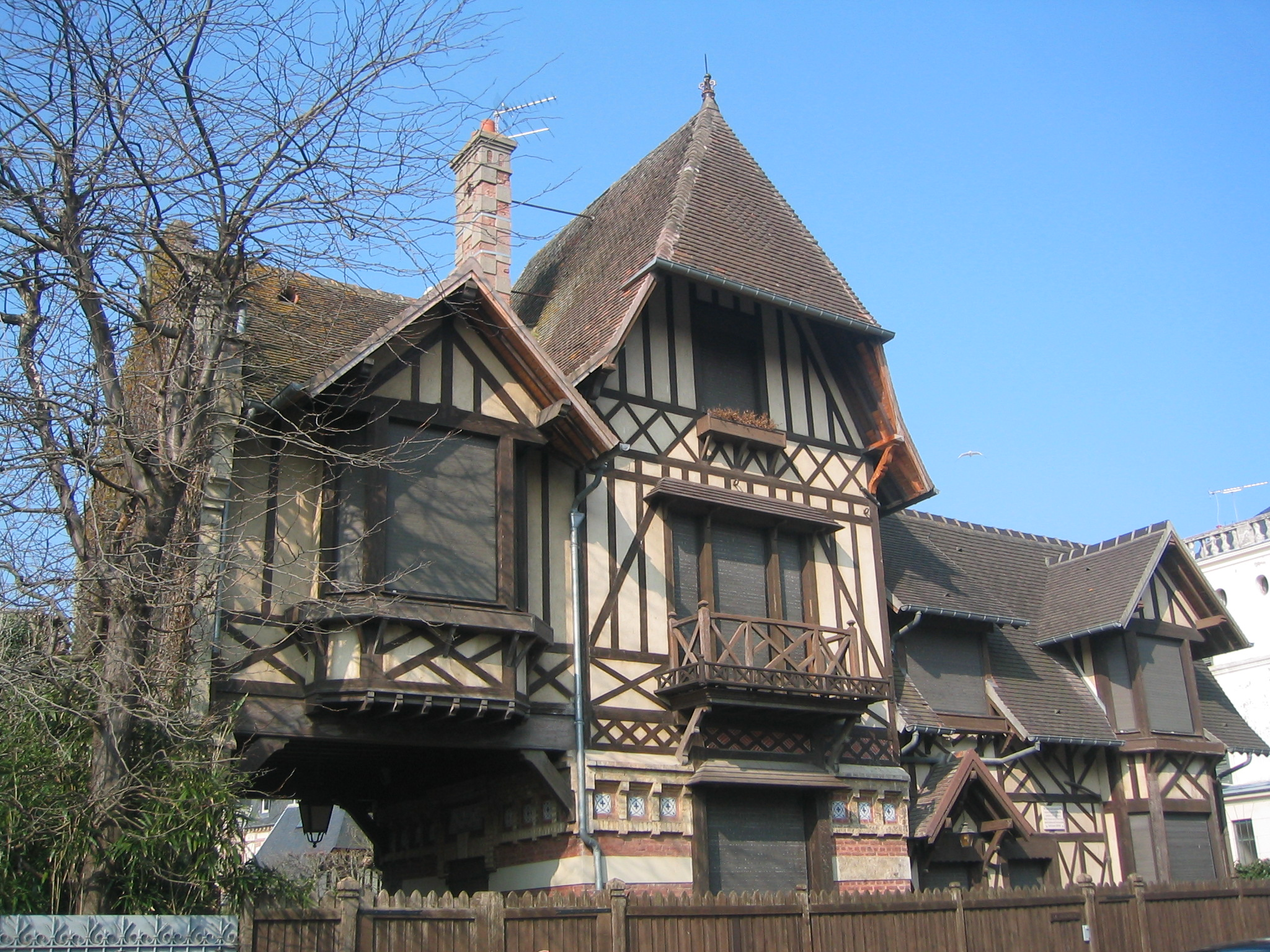
La villa Breloque à Deauville où le peintre vécut et mourut.

En 1884, il acquiert un terrain à Deauville où il construit une villa pour lui et sa femme.
En 1886, plusieurs de ses œuvres apparaissent à la grande exposition impressionniste organisée à New York par Durand-Ruel. La même année, il vend son premier tableau à l'État français en 1886 (Une bourrasque, musée de Morlaix) et son second deux ans plus tard (La Corvette russe dans le réservoir de l'Eure, musée d'Agen).
Il obtient ensuite la médaille d'or lors de l'Exposition universelle de 1889 avec les deux toiles qu'il expose : Un coucher de soleil et Marine - Les Lamaneurs. La même année, son épouse meurt le 24 mars.
Dans les années 1880, il réalise une série de toiles autour des bassins de Deauville, Fécamp, Honfleur ou Trouville-sur-Mer. Mais dans ses dernières années, il a préféré le village de pêcheurs accidenté de Berck-sur-Mer aux casinos et stations balnéaires plus célèbres. Hors saison, il y dépeint des habitants cherchant des palourdes à marée basse, de minuscules personnages sous un ciel orageux.

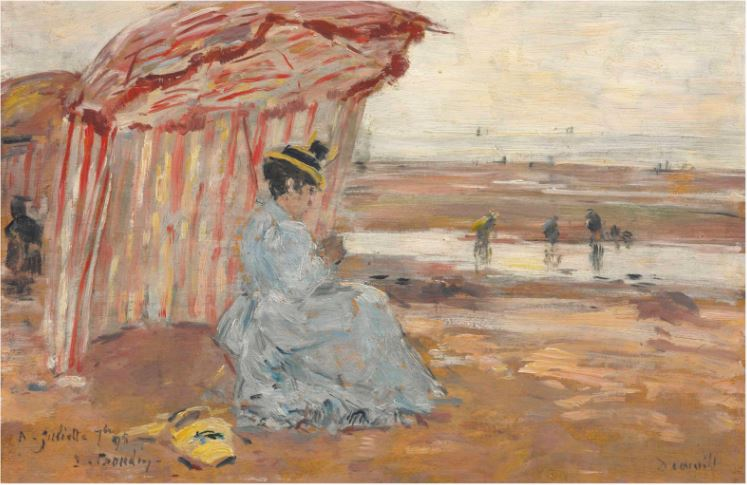
Deauville, Juliette sous la tente, 1895, collection privée, vente 2018.

Vieillissant et marqué par la perte de sa femme, Boudin séjourne dans le Midi chaque hiver à partir de 1890. Le climat lui permet, peintre de plein air, de travailler tous les jours, et il y apprécie les « splendeurs de la lumière ». Boudin séjourna à Saint-Valery-sur-Somme en 1891 auprès du peintre Louis Braquaval son ami et élève à qui il a donné pendant des années de nombreux conseils. Il immortalisa la ville et la baie dans une soixantaine de tableaux. Encore, il s'installe en 1892 à Villefranche-sur-Mer, sur la côte d'Azur. La même année, Eugène Boudin est nommé chevalier de la Légion d'honneur. La décoration lui est remise par le peintre symboliste Pierre Puvis de Chavannes qui l'avait par ailleurs convaincu de rejoindre la Société nationale des beaux-arts. Il entreprend des voyages réguliers à Venise jusqu'en 1895 en quête d'inspirations.
Peint en septembre 1895, Deauville, Juliette sous la tente présente une scène intime et tendre de sa compagne Juliette Cabaud, assise sur la plage.
En 1898 — alors qu'il est à Paris et se sent défaillir — il demande à mourir « face à la mer » et se fait transporter à Deauville. Il meurt le 8 août au matin dans la villa Breloque au 8, rue Olliffe, et est enterré le 12 août au cimetière Saint-Vincent — dans le quartier de Montmartre — à Paris.

## Œuvre
Eugène Boudin est un peintre marin, expert en matière de rendu de tout ce qui est lié à la mer et à ses rivages. Il peint notamment de nombreux tableaux décrivant la vie des pêcheurs sur les ports et les marchés ; ainsi que celle des familles bourgeoises du XIXe siècle sur les plages de Normandie. S'il ne rencontre un succès public relatif qu'à l'approche de la soixantaine, son travail de peintre d’avant-garde est reconnu par les critiques et peintres impressionnistes dès les années 1870, les collectionneurs (Ivan Tourgueniev, Georges Feydeau, puis les Rothschild) se mettant dès lors à acheter ses tableaux de paysage, mais c'est surtout à partir de 1929, année qui voit Jeanne Lanvin acheter une de ses toiles, que le succès et la reconnaissance lui sont définitivement assurés.
L'importance du ciel et des effets atmosphériques dans ses peintures lui vaut d'être surnommé le « roi des ciels » par le peintre français Camille Corot et le « peintre des beautés météorologiques » par Charles Baudelaire. Ce peintre des paysages attache en effet une grande importance au soleil, aux nuages, au ciel et à leurs effets changeants sur le paysage en mouvement. Baudelaire écrit même : « La légende cachée avec la main, vous devineriez la saison, l'heure, le vent ». Dans une courte biographie qu'il rédige en 1887, Boudin évoque son ambition d'avoir eu une « petite part d'influence dans le mouvement qui porte la peinture vers l'étude de la grande lumière, du plein air et de la sincérité dans la reproduction des effets du ciel… ».
Il utilise une palette plus sobre que la plupart des jeunes impressionnistes, ce qui permet à son travail d'être plus facilement acceptable, en particulier pour le public britannique.
Au cours de sa vie, il aura peint près de 4 500 tableaux et laissé autant de dessins, pastels et aquarelles. C'est le musée d'Art moderne André-Malraux du Havre qui possède la plus grande collection de tableaux de Boudin, avec 224 peintures dont de nombreuses esquisses et études, toutes exposées. Une grande partie provient du legs Boudin, comportant 60 toiles et 180 panneaux, reliquat de la vente aux enchères, le 21 mars 1899, des œuvres retrouvées dans son atelier à sa mort. Le musée Eugène-Boudin de Honfleur conserve en outre 93 œuvres de l'artiste. Ce musée a été créé en 1868 par Louis-Alexandre Dubourg, peintre honfleurais et ami de Boudin. Ce dernier enrichit les collections du musée en léguant à sa ville natale 53 de ses œuvres ainsi que 17 œuvres de ses amis (Théodule Ribot, Jacques Gustave Hamelin ...).
Sa correspondance nous offre l'image d'un homme passionné, acharné au travail jusqu'au l'étourdissement, mais humble et souvent insatisfait de sa production, cherchant sans cesse à s'améliorer et toujours prompt à vanter le talent d'autres peintres.

Œuvres d'Eugène Boudin
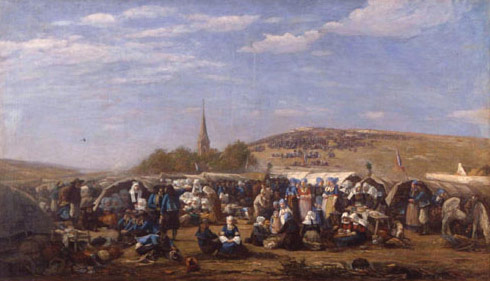
Le Pardon à Sainte-Anne-la-Palud (vers 1858), localisation inconnue.
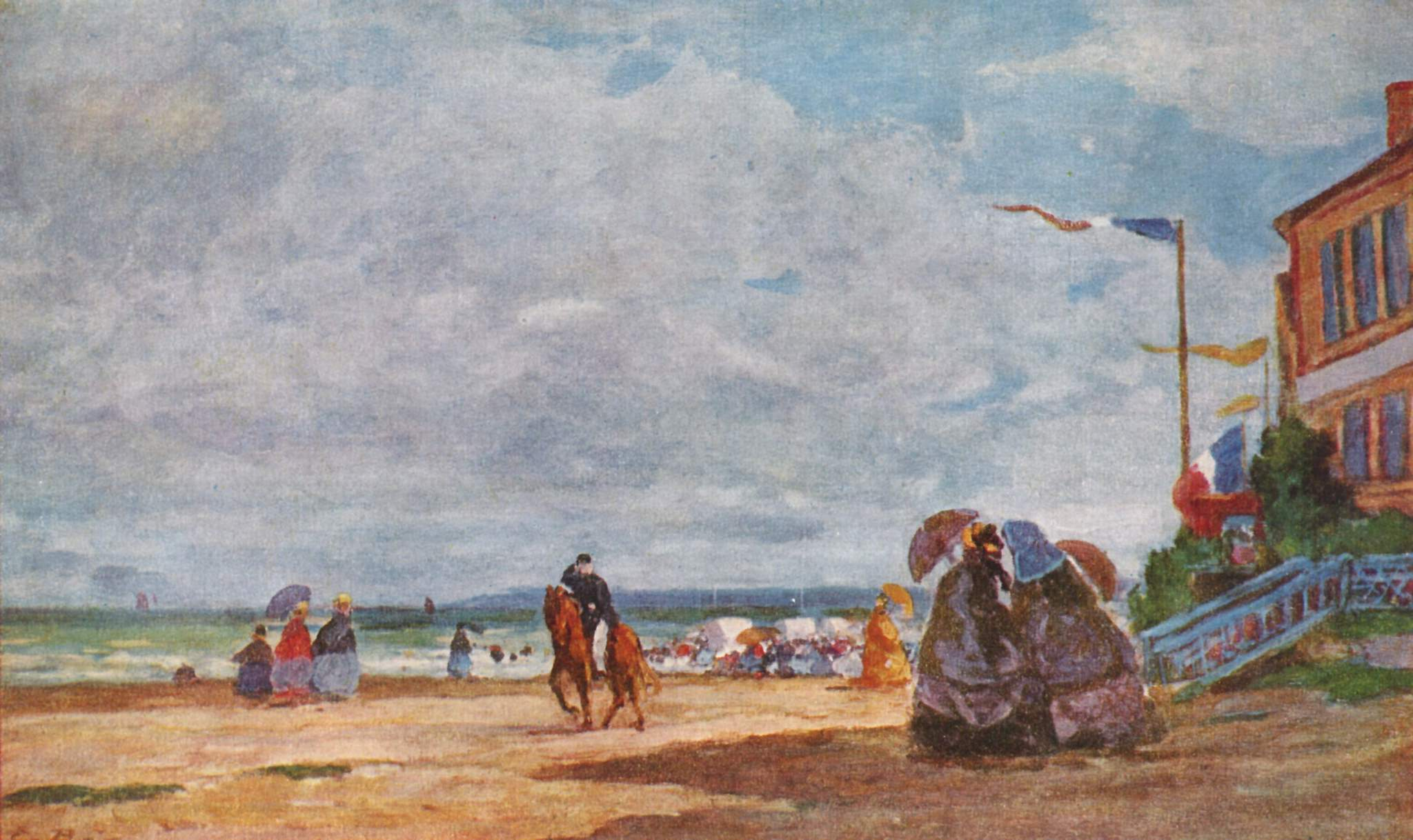
La Plage de Trouville (1863), New York, collection particulière.
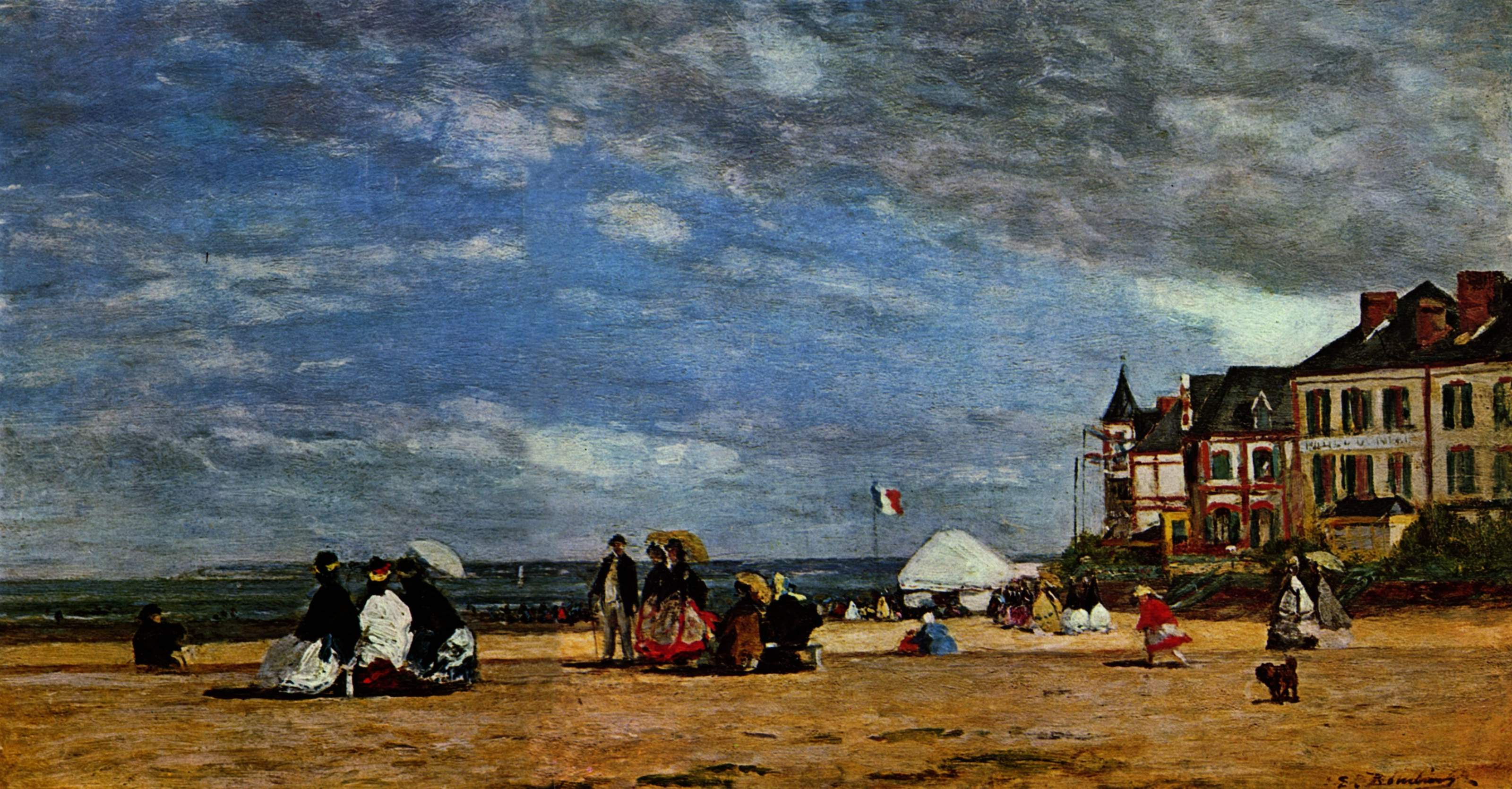
La Plage de Trouville (1864), Washington, National Gallery of Art.
L'Heure du bain à Deauville (1865), Washington, National Gallery of Art.
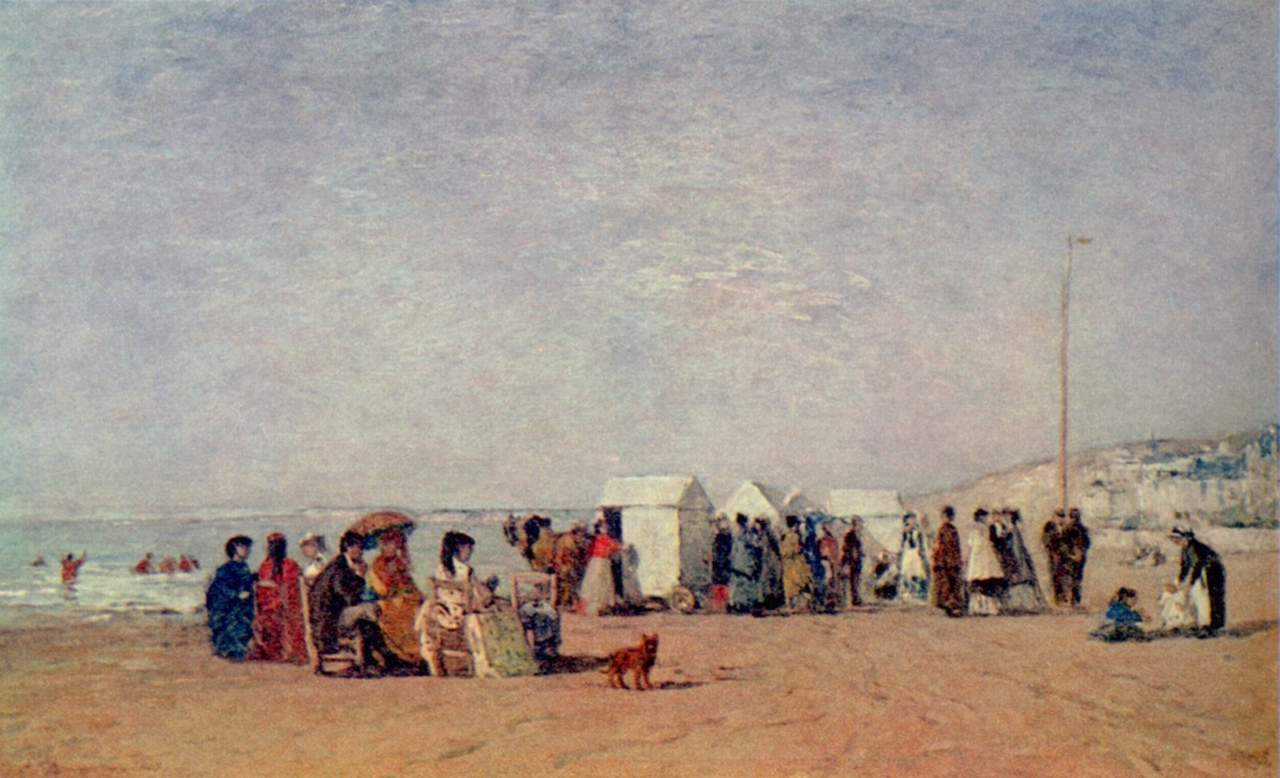
La Plage de Trouville (1868)), Paris, collection particulière.
La Jetée de Deauville (1869), Paris, musée d'Orsay.
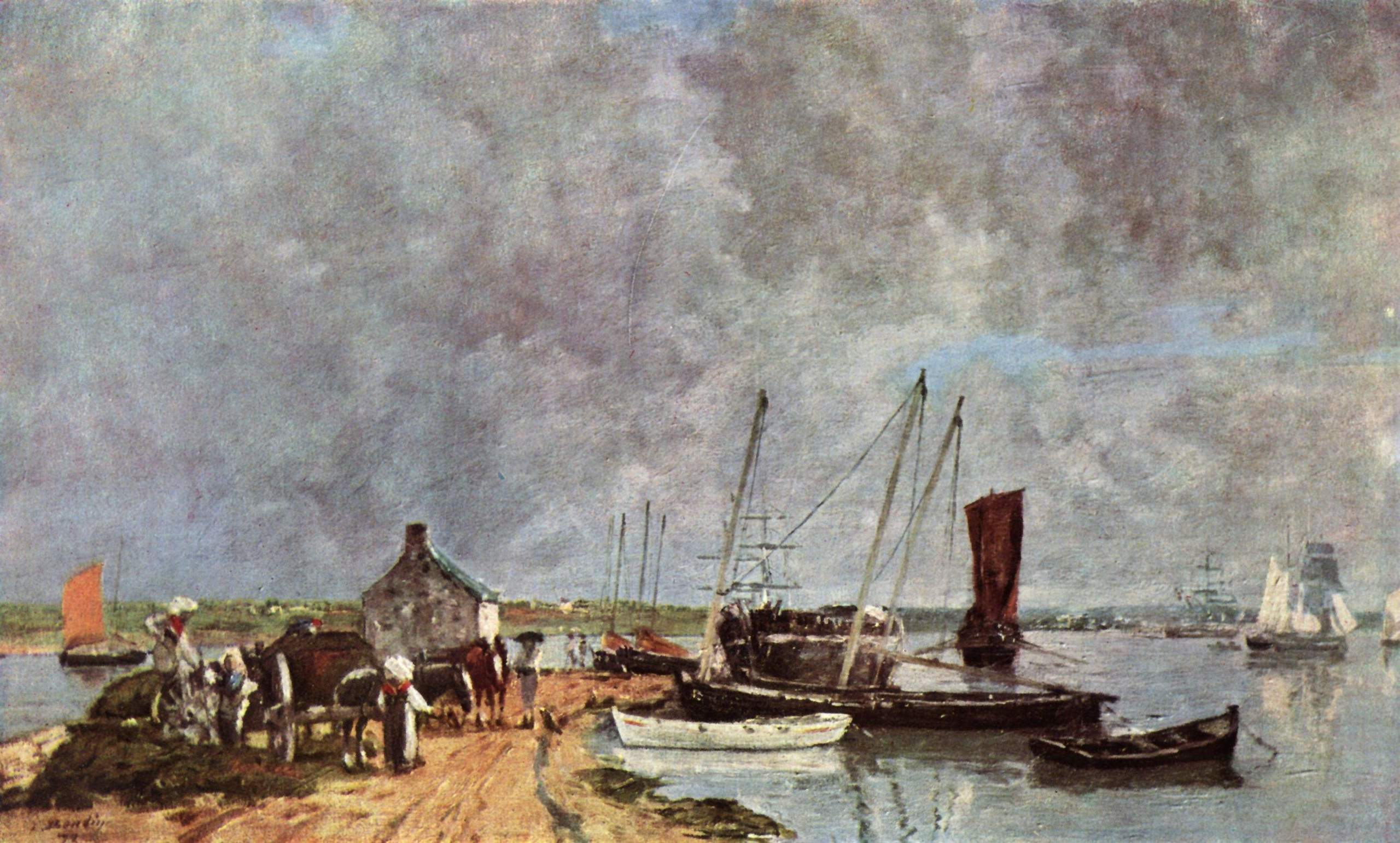
Port de mer (vers 1870), Paris, collection particulière.
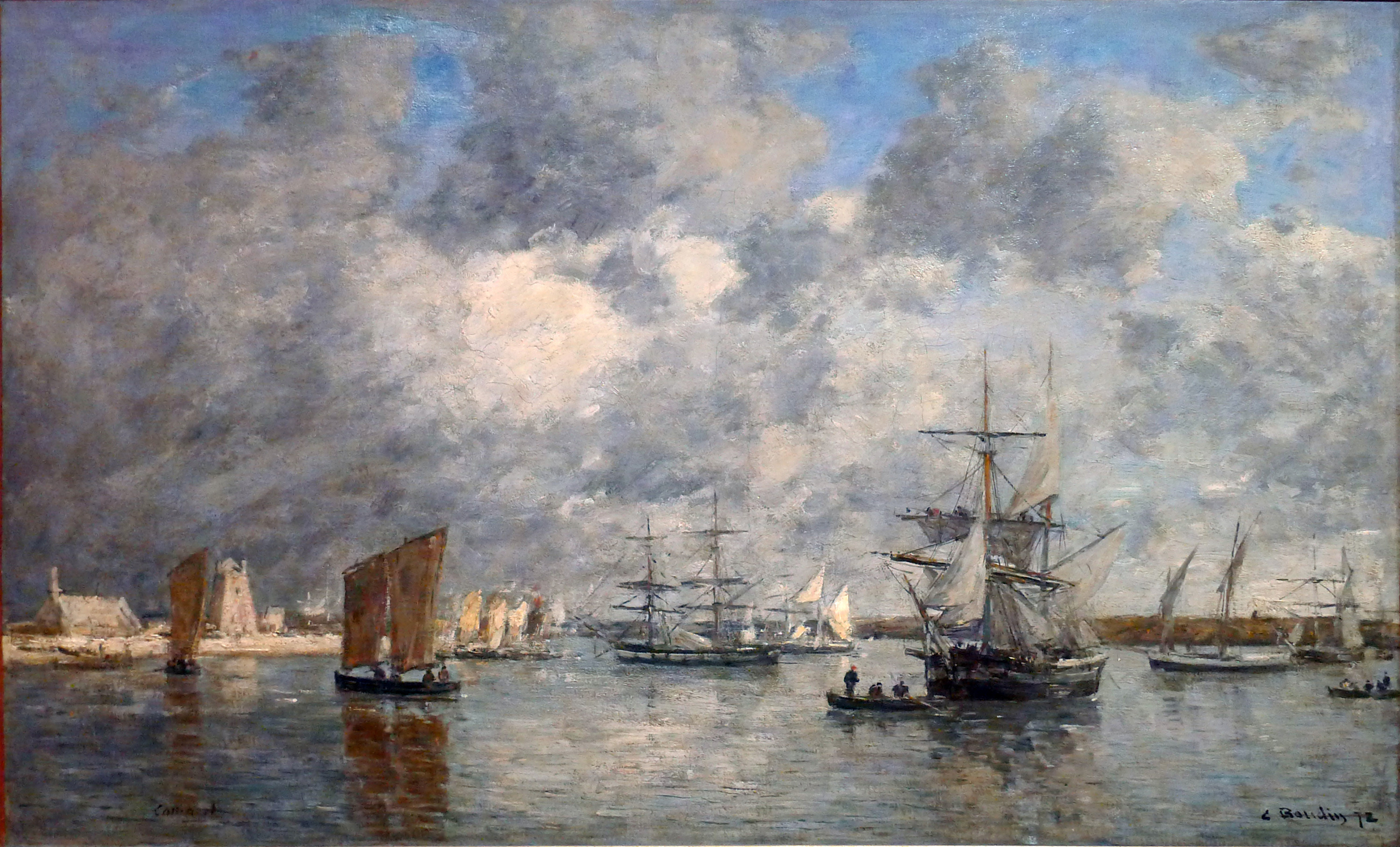
Port de Camaret (1872), musée des Beaux-Arts d'Angers[41].
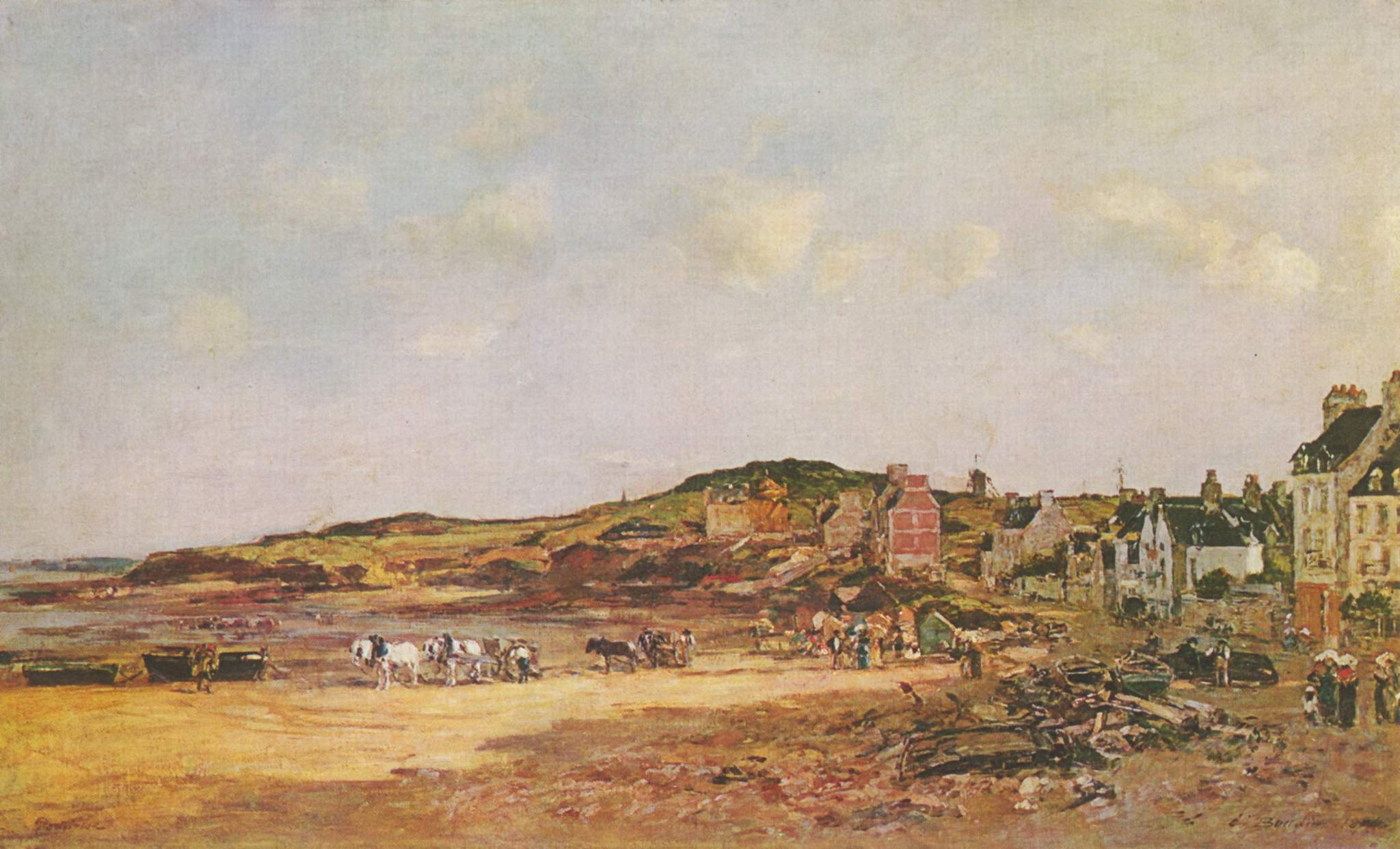
Portrieux (Saint-Quay-Portrieux) (1874), musée des Beaux-Arts de Budapest.
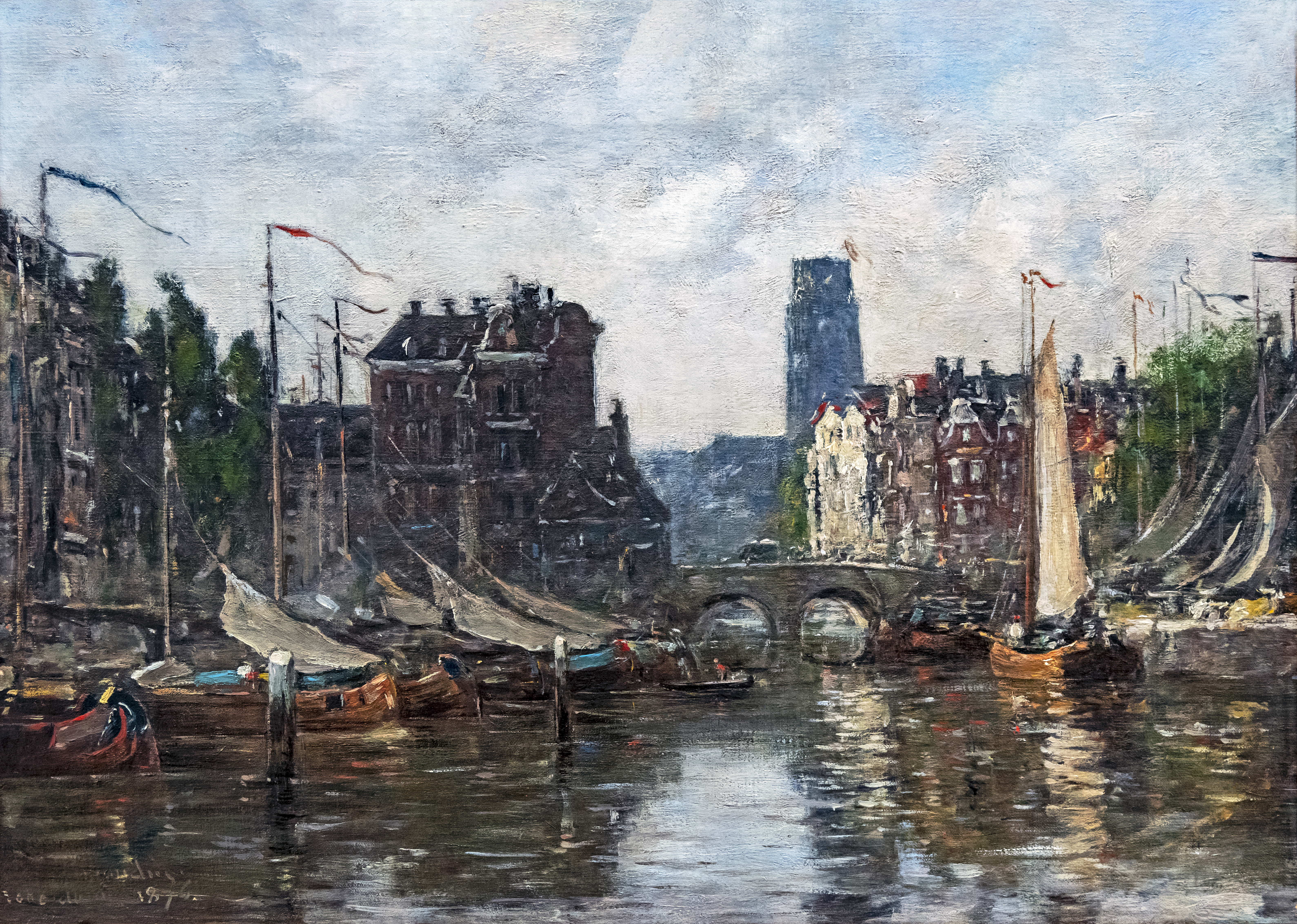
Rotterdam, Le Pont de la Bourse (1876), Toulouse, Fondation Bemberg.
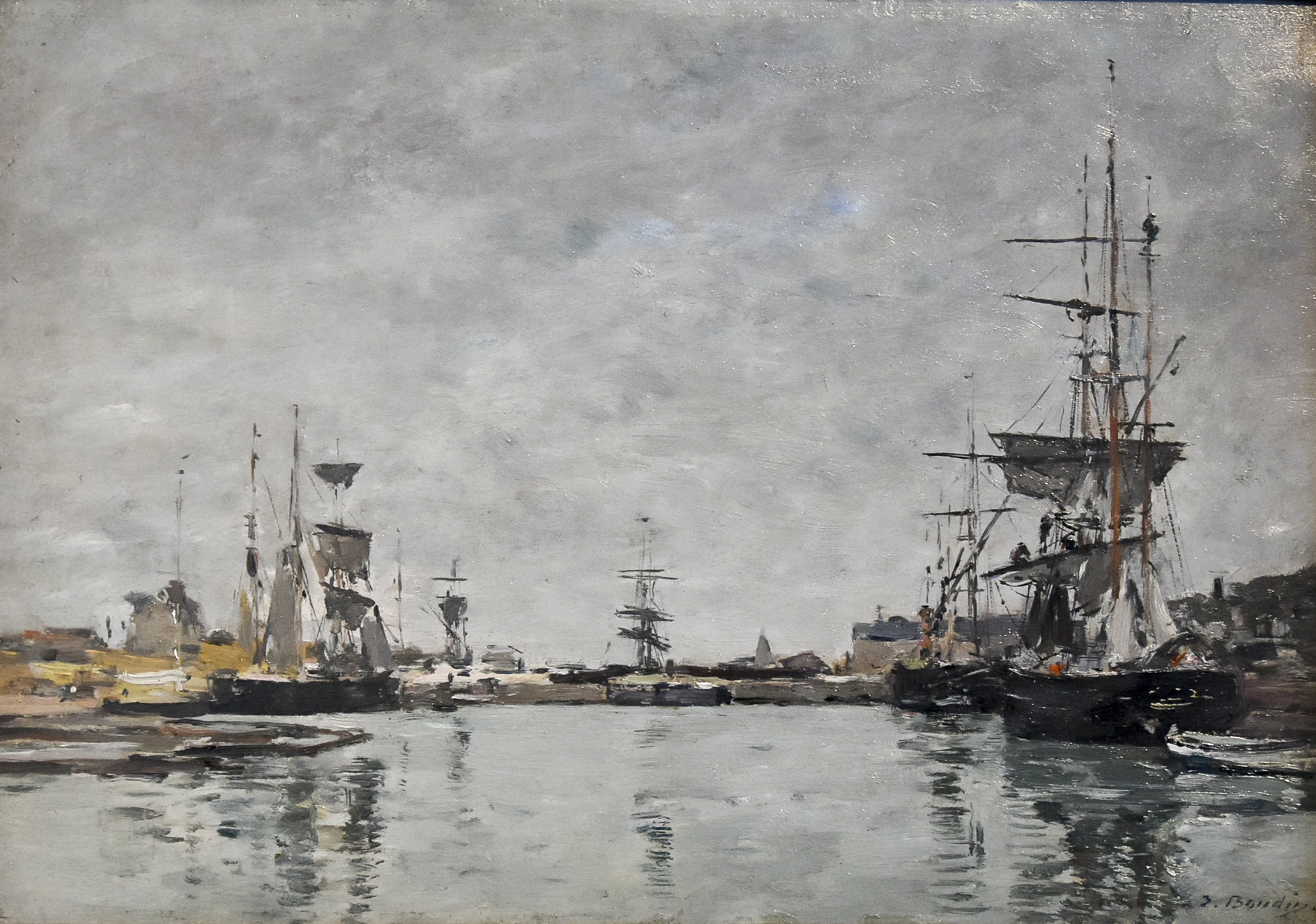
Bassin de Deauville ciel gris, 1877, Liège, La Boverie.
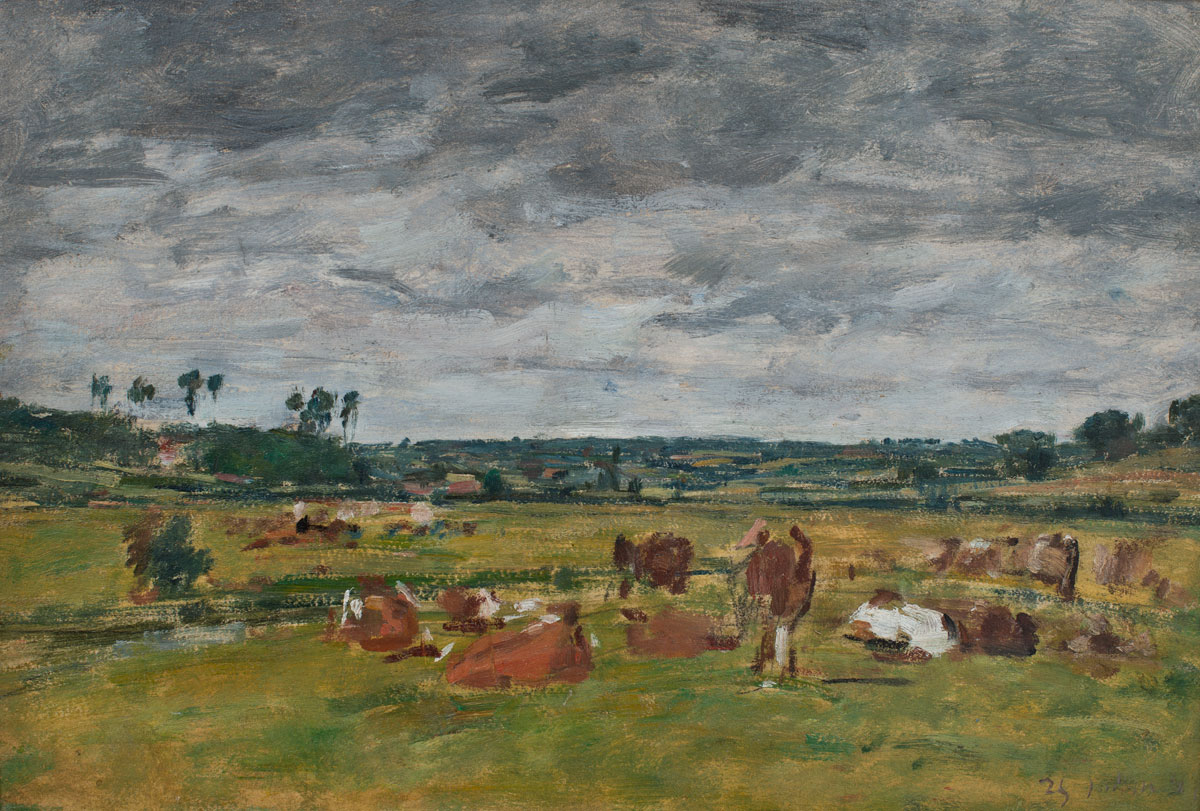
Paysage avec vaches (1881), Le Havre, musée d'Art moderne André-Malraux.
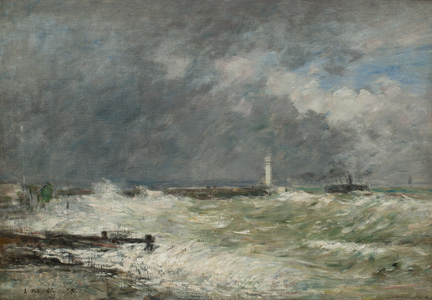
Entrée des jetées du Havre par gros temps (1895), Le Havre, musée d'Art moderne André-Malraux.
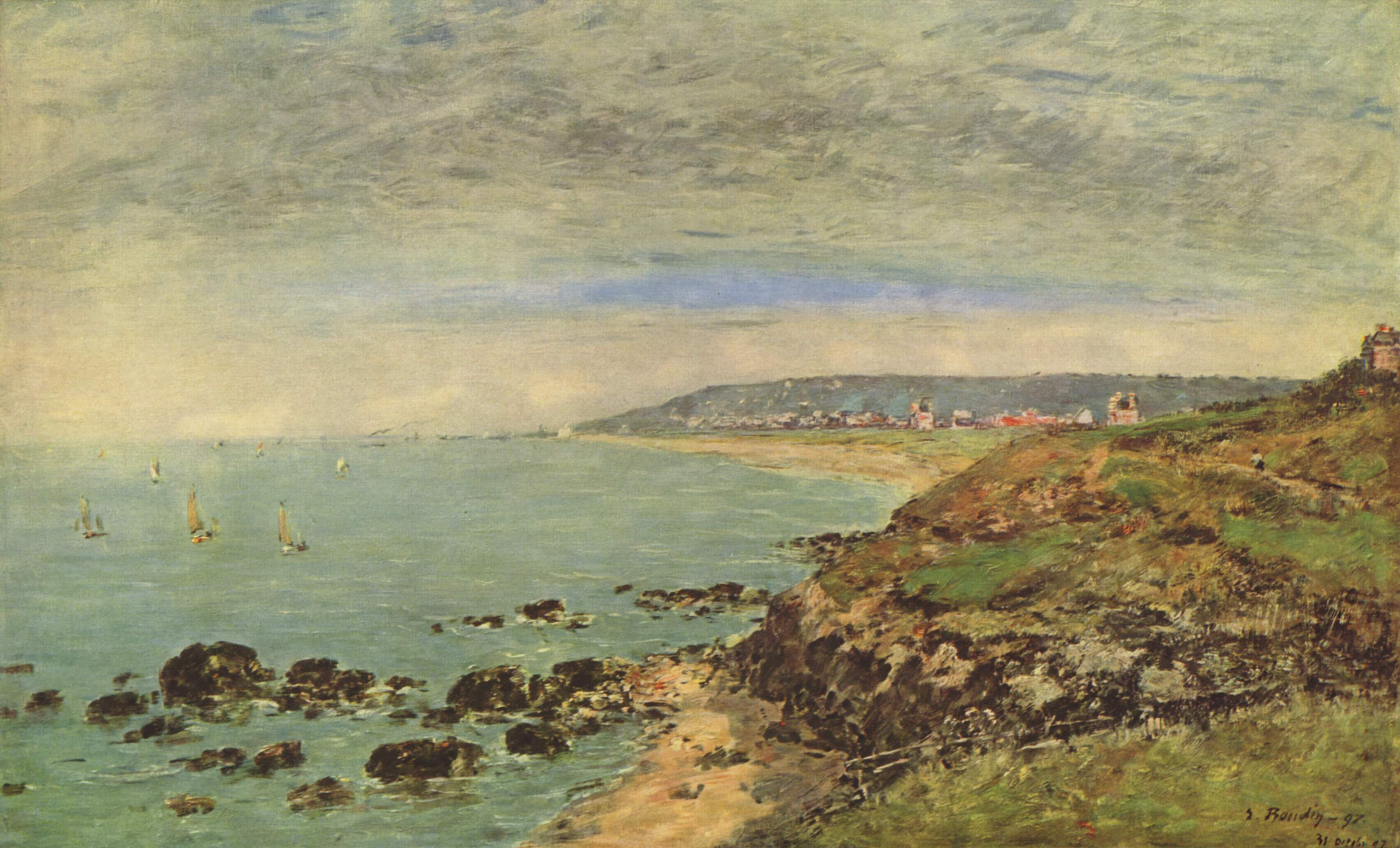
La Côte atlantique à Bénerville (1897), Rotterdam, musée Boijmans Van Beuningen.
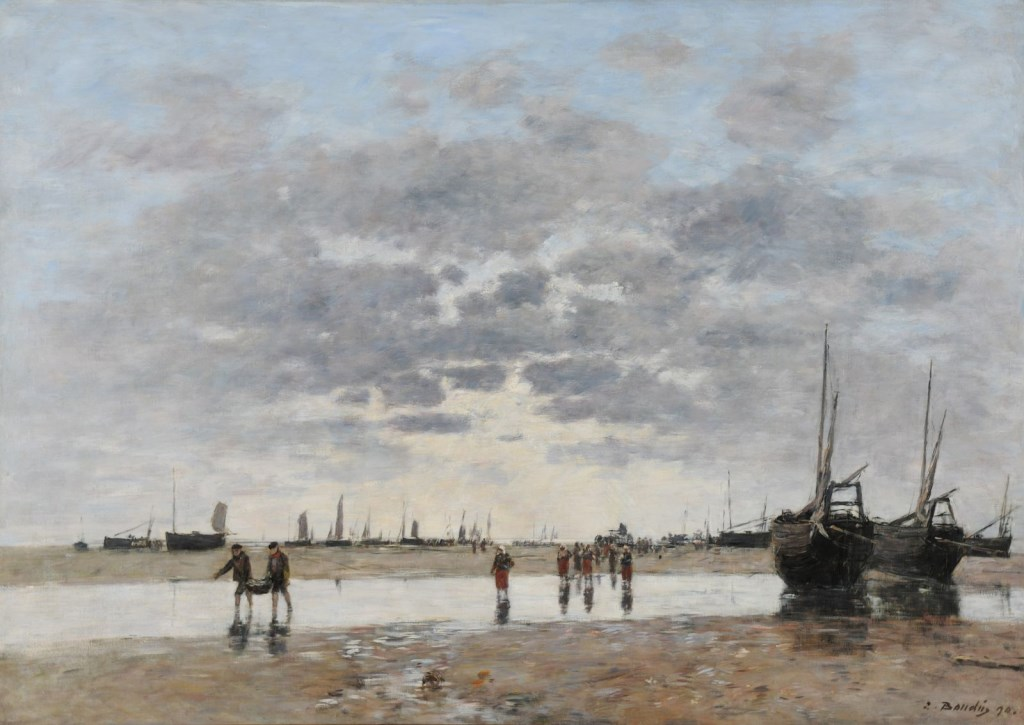
Berck : le retour des barques, (vers 1888), Reims, musée des Beaux-Arts[42].

## Hommage
Plusieurs villes rendent hommage à Eugène Boudin en donnant son nom à une voie ou une place :
- Caen ;
- Étaples, la rue Eugène-Boudin ;
- Le Havre ;
- Rouen ;
- São Paulo.

Le musée Eugène-Boudin de Honfleur porte, depuis 1960, le nom d'Eugène Boudin, en souvenir du peintre qui en 1868 a soutenu les premiers pas de l'institution et l'a dotée en 1899 d'un legs prestigieux.

## Expositions
- 2013 : Exposition Eugène Boudin (22 mars-22 juillet), musée Jacquemart-André, Paris[44]
- 2016 : L'Atelier de la lumière (16 avril-26 septembre), MuMa, Le Havre[45]
- 2021 : Bretagne, terre d'artistes (4 septembre-31 octobre), musée Bernard-Boesch, Le Pouliguen, présentation de l'esquisse sur bois pour le Pardon de Sainte-Anne-la-Palud, 1858[46]
- 2025 ː Eugène Boudin, le père de l’impressionnisme : une collection particulière, (9 avril-31 août), Musée Marmottan Monet, Paris[47]

### Catalogue d'exposition
- Collectif, Eugène Boudin, le père de l’impressionnisme : Une collection particulière, Beaux Arts Ed., 2025, 60 p. (ISBN 979-1020409805)

## Distinctions
- Prix Eugène Boudin, prix décerné par la Société nationale des beaux-arts[48].